# Odărne
Odărne (bulgariska: Одърне) är ett distrikt i Bulgarien.   Det ligger i kommunen Obsjtina Pordim och regionen Pleven, i den centrala delen av landet, 150 km nordost om huvudstaden Sofia.